# Antonio Alcalde Molinero
Antonio Alcalde Molinero (Zaragoza, 7 de noviembre de 1906 - Barcelona, 9 de noviembre de 2000) fue un dibujante y pintor taurino.

## Vida profesional
Comenzó la publicación de su obra en la revista taurina La Afición, de Zaragoza, en 1925. Se trasladó a Barcelona en 1929, iniciando estudios de dibujo en La Lonja y abriendo una dilatada carrera como dibujante y pintor taurino.

### Características de la iconografía, la obra y la técnica
El objeto preferente fue la expresión de los toros y su entorno. Toros en el campo, en chiqueros, en el ruedo. Toreros y sus cuadrillas, alguacilillos, rejoneadores, picadores. Todas las suertes de una corrida, desde el paseíllo y el capote hasta la espada, el descabello y el arrastre.
No trasladó a su obra el aspecto anecdótico de la Fiesta, sino la técnica, la valentía, la seriedad y el peligro del toreo. Prescindió de todo lo que no fuese la lidia y su concreción estética. Trascendió de una suerte concreta (una larga afarolada, un pase de pecho, unas chicuelinas) para captar y plasmar el estilo del torero retratado y la casta del toro en la arena. Eso le permitió publicar biografías gráficas de algunos de los más grandes del toreo, de los que fue coetáneo: Manolete, Chamaco, Marcial Lalanda o Armillita.
El apunte del natural practicado por Alcalde Molinero es un procedimiento que prácticamente se extinguió con el autor, al ser el último de los artistas que lo practicaron. Se trata de una técnica que exige la apropiación de una escena instantánea y reproducirla con trazos breves y muy rápidos, congelando una pose plástica entre toro y torero mediante una expresión gráfica con tinta sobre papel, entrando en la categoría del arte inmortalizado con arte.
Alcalde Molinero fue heredero de la tradición de Perea (1834-1909), Ricardo Marín (1874-1942) y Roberto Domingo (1883-1956), y contemporáneo de Casero (1897-1973), Carlos Ruano Llopis (1878-1950) y Andrés Martínez de León (1895-1978).
Su técnica artística preferente fue la tinta china, utilizando otras como el aguatinta, el óleo, el pastel y la acuarela.
El soporte favorito de Alcalde Molinero fue el papel, sin despreciar otros como la tela, el pergamino y el cristal. Realizó también diseños ornamentales de muebles, joyería y abanicos. Ilustró los décimos de la Lotería Nacional del año 1971 de la serie dedicada a la Fiesta taurina.

## Publicaciones y exposiciones
Fueron publicados periódicamente sus apuntes del natural de las plazas de toros de La Monumental y Las Arenas de Barcelona en los siguientes medios:
- El Diluvio
- El Día Gráfico
- El Noticiero Universal
- La Prensa
- El Correo Catalán
- Solidaridad Nacional
- Diario de Barcelona
- El Periódico Archivado el 26 de agosto de 2013 en Wayback Machine.
- La Vanguardia
- El País
- ABC

### Colaboraciones con otros medios
- El Adelanto (Salamanca)
- La Noticia (San Seabastián)
- El Heraldo de Aragón (Zaragoza)
- El Noticiero (Zaragoza)
- La Voz de Aragón  (Zaragoza)
- Le Provençal (Nimes)
- Biòu (Nimes)
- El Ruedo (Madrid)
- Mundo Toros (Madrid)
- Blanco y Negro (Madrid)

Exposiciones en Barcelona, Madrid, Zaragoza, Logroño, San Sebastián, Córdoba, Salamanca, Nimes, Arlés, Béziers, Carcasonne.